# Calyptranthera
Calyptranthera es un género perteneciente a la familia de las apocináceas con diez especies de plantas fanerógamas . Es originario de los bosques de Madagascar.

## Descripción
Son enredaderas que alcanzan los 5 m de altura; las ramas más jóvenes son tomentosas, sobre toda la superficie, rígidas, erectas, con tricomas rojizos. Las hojas son pecioladas, a menudo torcidas, de 6-14 cm de largo, 3.5-6 cm de ancho, herbáceas o coriáceas,  oblongas a elípticas u obovadas, basalmente cuneadas a truncadas, con el ápice acuminado a apiculado u obtuso, ligeramente revoluto, adaxial glabrescente a glabro , abaxialmente pubescentes con tricomas rojizos.
Las inflorescencias extra-axilares, siempre una por nodo, más corta que las hojas adyacentes con 2-8 flores, simples, brácteas florales visibles, persistentes aún después de la abscisión de la flor. 

## Especies
| - Calyptranthera baronii Klack. - Calyptranthera brevicaudata Klack. - Calyptranthera caudiclava (Choux) Klack. - Calyptranthera filifera Klack. - Calyptranthera gautieri Klack. | - Calyptranthera grandiflora Klack. - Calyptranthera pubipetala Klack. - Calyptranthera schatziana Klack. - Calyptranthera sulphurea Klack. - Calyptranthera villosa Klack |